# Debercsény, Nógrád
Debercsény  este un sat în districtul Balassagyarmat, județul Nógrád, Ungaria, având o populație de 79 de locuitori (2011). 

## Demografie
Componența etnică a satului Debercsény
     Maghiari (100%)
Componența confesională a satului Debercsény
     Romano-catolici (75,95%)
     Reformați (3,8%)
     Luterani (3,8%)
     Necunoscută (16,46%)
Conform recensământului din 2011, satul Debercsény avea 79 de locuitori. Din punct de vedere etnic, majoritatea locuitorilor (100,0%) erau maghiari.  Din punct de vedere confesional, majoritatea locuitorilor (75,95%) erau romano-catolici, existând și minorități de luterani (3,8%) și reformați (3,8%). Pentru 16,46% din locuitori nu este cunoscută apartenența confesională.